# Rhopalodes aurorata
Rhopalodes aurorata là một loài bướm đêm trong họ Geometridae.